# TuS Helpup
Der TuS Helpup (offiziell: Turn- und Sportlust Helpup e.V. von 1911) ist ein Sportverein aus dem Oerlinghausener Stadtteil Helpup. Der Verein wurde dreimal deutscher Meister im Korbball.

## Geschichte
Der Verein wurde am 12. Januar 1911 als Turnverein Helpup gegründet. Ein Jahr später folgte der Turnverein Eichenkranz Helpup. Letzterer fusionierte im Jahre 1919 mit dem Turnverein Kachtenhausen zur Freien Turnerschaft Kachtenhausen-Helpup. Vier Jahre später trennten sich beide Vereine wieder; der Restverein nannte sich Freie Turnerschaft Helpup. Dieser wiederum wurde 1933 zwangsweise aufgelöst. Die Mitglieder traten dem Turnverein Helpup bei. Die fußballerischen Wurzeln des Vereins liegen bei dem im Jahre 1920 gegründeten Verein Teutonia Helpup, der sich zwei Jahre später mit Spiel und Sport Kachtenhausen zu Sportlust Kachtenhausen-Helpup zusammenschloss. Im Jahre 1938 fusionierten der Turnverein und Sportlust zum TuS Helpup. Neben Korbball bietet der TuS Helpup noch Badminton, Faustball, Fußball, Ju-Jutsu, Schwimmen, Tischtennis, Turnen und Volleyball an.

## Abteilungen

### Korbball

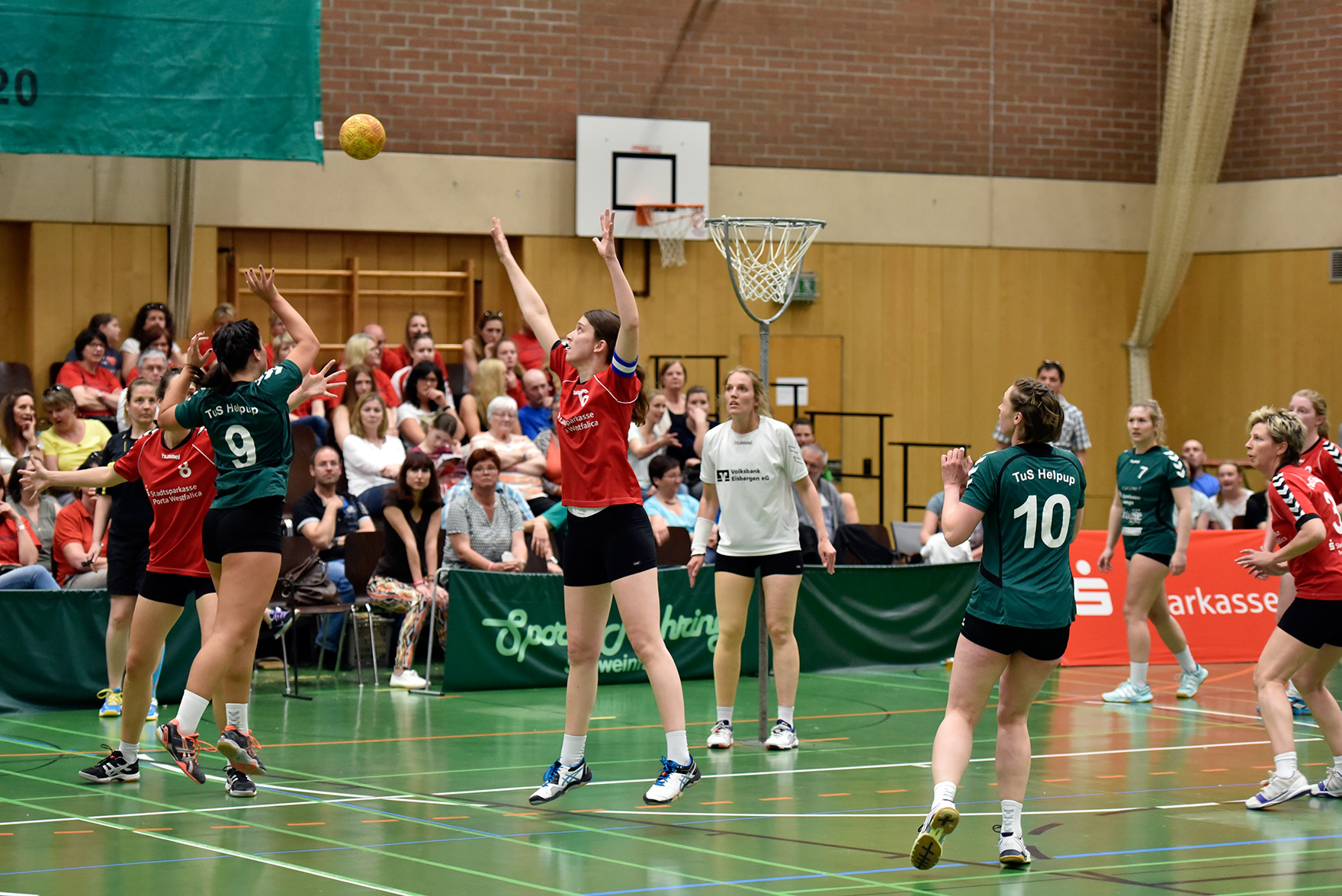
TuS Helpup (grün) gegen TuS Eisbergen 2016

Die Frauenmannschaft des TuS Helpup spielte bereits von 2001 bis 2005 in der Korbball-Bundesliga. Nach zwei gescheiterten Wiederaufstiegsversuchen gelang dann im Jahre 2008 der Wiederaufstieg. Drei Jahre später richtete der Verein die Endrunde um die deutsche Meisterschaft aus und wurde Zweiter hinter der SG Findorff. In den Jahren 2012, 2016 und 2023 sicherten sich die Helpuperinnen dann jeweils die deutsche Meisterschaft. Darüber hinaus sicherte sich die Jugendmannschaft in den Jahren 2002, 2011, 2017 und 2022 die deutsche Meisterschaft.

### Fußball
Die Fußballer des TuS Helpup spielten hatten ihre erfolgreichste Zeit in den Jahren 1951 bis 1961, als die Mannschaft in der Bezirksklasse spielte. Die größten Erfolge waren dabei vierte Plätze in den Spielzeiten 1956/57 und 1957/58. Weitere kurze Gastspiele in der Bezirksklasse bzw. Bezirksliga gab es in den Jahren 1967 bis 1969 sowie in der Saison 1998/99. Nachdem die Mannschaft zwischenzeitlich bis in die Kreisliga B hinabrutschte spielen die Helpuper seit dem Wiederaufstieg im Jahre 2016 in der Lemgoer Kreisliga A.

## Erfolge
- Deutscher Korbballmeister: 2012, 2016, 2023
- Deutscher Korbball-Vizemeister: 2015, 2018
- Deutscher Korbballmeister der Jugend: 2002, 2011, 2017, 2022
- Deutscher Korbballmeister der Schülerinnen: 2024, 2025